# ثنائي فلوريد الكريبتون
ثنائي فلوريد الكريبتون هو مركب كيميائي للغاز النبيل كريبتون، له الصيغة الكيميائية KrF2، ويكون على شكل بلورات صلبة عديمة اللون.

## التحضير
يحضر ثنائي فلوريد الكريبتون من التفاعل المباشر بين عنصري الكريبتون والفلور عند درجة حرارة مقدارها −196 °س، بوجود تفريغ كهربائي:
{\displaystyle \mathrm {Kr\ +\ F_{2}\longrightarrow \ KrF_{2}} }
هذا التفاعل ماص للحرارة، وتبلغ طاقته 60 كيلوجول/مول.
يمكن أن تتم عملية التحضير أيضاً بتعريض مزيج التفاعل إلى الأشعة فوق البنفسجية، حيث تتشكل جذور حرة من الفلور، والتي باستطاعتها أن تتفاعل مع الكريبتون.
يمكن أن يحفظ الناتج حتى درجة حرارة − 78 °س دون أن يتفكك.

## الخواص
يوجد ثنائي فلوريد الكريبتون على شكل صلب، والذي يتصعّد عند 77 °س، وهو مركب غير مستقر، ويتفاعل مع الماء والمذيبات العضوية بشكل عنيف.
للمركب بنية جزيئية خطية، ويبلغ طول الرابطة Kr-F مقدار 188.9 بيكومتر.
يتميز ثنائي فلوريد الكريبتون بأنه من المؤكسدات القوية، إذ أنه من المواد القليلة التي باستطاعتها جعل الذهب في حالة الأكسدة +5.
{\displaystyle \mathrm {8\ KrF_{2}\ +\ 2\ Au\ \longrightarrow \ 2\ KrF^{+}AuF_{6}^{-}\ +\ 6\ Kr\ +\ F_{2}} }
{\displaystyle \mathrm {KrF^{+}AuF_{6}^{-}{\xrightarrow {60-66^{\circ }C}}\ AuF_{5}\ +\ Kr\ +\ F_{2}} }

## الاستخدامات
يستخدم ثنائي فلوريد الكريبتون في مجال الأبحاث كعامل مفلور.